# Spring Lake (Flórida)
Spring Lake é uma Região censo-designada localizada no estado americano de Flórida, no Condado de Hernando.

## Demografia
Segundo o censo americano de 2000, a sua população era de 327 habitantes.

## Geografia
De acordo com o United States Census Bureau tem uma área de 9,0 km², dos quais 8,7 km² cobertos por terra e 0,3 km² cobertos por água. Spring Lake localiza-se a aproximadamente 69 m acima do nível do mar.

## Localidades na vizinhança
O diagrama seguinte representa as localidades num raio de 16 km ao redor de Spring Lake.